# Valentine's Day (filme)
Valentine's Day (bra: Idas e Vindas do Amor; prt: Dia dos Namorados) é um filme americano de 2010, uma comédia romântica dirigida por Garry Marshall, com os atores Jessica Alba, Jessica Biel, Bradley Cooper, Jennifer Garner, Anne Hathaway, Ashton Kutcher, Julia Roberts, Patrick Dempsey, Jamie Foxx, Topher Grace, Queen Latifah, Shirley MacLaine, Eric Dane, Emma Roberts, Taylor Lautner e Taylor Swift. A história foi escrita originalmente pela Katherine Fugate, mas depois foi revisada por Abby Kohn e Mark Silverstein.

## Sinopse
O filme começa com Reed Bennet (Ashton Kutcher) pedindo Morely Clarkson (Jessica Alba) em casamento. Ela aceita, porém prefere não utilizar a aliança de noivado. A amiga de Reed, Julia Fitzpatrick (Jennifer Garner) também está muito contente com o seu novo relacionamento com o médico Harrison Copeland (Patrick Dempsey), porém ele terá que passar o dia dos namorados em São Francisco por causa de seu trabalho. Liz Corynn (Anne Hathaway) também está muito contente por ter passado a noite com o seu namorado Jason Morris (Topher Grace). Já Felicia Miller (Taylor Swift) deu saltos de alegria quando recebeu um grande urso de pelúcia de seu namorado Willy Harrington (Taylor Lautner). O astro do futebol Sean Jackson (Eric Dane) está solitário porque quer muito ter um casamento e filhos. Kara Monahan (Jessica Biel) também está solitária e em todos os dias do namorados, ela tem a tradição de realizar uma festa de "eu odeio o dia dos namorados". No voo de avião para Los Angeles, Holden Bristow (Bradley Cooper) conhece a capitã Kate Greatson (Julia Roberts). Edgar Paddington (Hector Elizondo) vive um casamento de longa data com Estelle Paddington (Shirley MacLaine) enquanto cuida do neto Edison Hazeltine (Bryce Robinson). Grace Smart (Emma Roberts) trabalha como babá de Edison e é melhor amiga de Felicia. Ela acredita estar pronta para dormir com o namorado, Alex Franklin (Carter Jenkins). Já Kelvin Moore (Jamie Foxx) é um repórter que odeia o dia dos namorados acabará se apaixonando. Após muitas reviravoltas, idas e vindas, alguns casais se separam e encontram seu verdadeiro amor enquanto outros permanecem juntos ou sozinhos.

## Elenco
| Intérprete           | Personagem                        |
| -------------------- | --------------------------------- |
| Jessica Alba         | Morely Clarkson                   |
| Kathy Bates          | Susan Moralez                     |
| Jessica Biel         | Kara Monahan                      |
| Bradley Cooper       | Holden Bristow                    |
| Eric Dane            | Sean Jackson                      |
| Patrick Dempsey      | Dr. Harrison Copeland             |
| Hector Elizondo      | Edgar Paddington                  |
| Jamie Foxx           | Kelvin Moore                      |
| Jennifer Garner      | Julia Fitzpatrick                 |
| Topher Grace         | Jason Morris                      |
| Julia Roberts        | Capitã Kate Greatson              |
| Anne Hathaway        | Liz Corynn                        |
| Emma Roberts         | Grace Smart                       |
| Carter Jenkins       | Alex Franklin                     |
| Ashton Kutcher       | Reed Bennet                       |
| Queen Latifah        | Paula Thomas                      |
| Taylor Lautner       | Willy Harrington                  |
| Taylor Swift         | Felicia Miller                    |
| George Lopez         | Alphonso Rodriguez                |
| Shirley MacLaine     | Estelle Paddington                |
| Bryce Robinson       | Edison Hazeltine                  |
| Katherine LaNasa     | Pamela Copeland                   |
| Brooklynn Proulx     | Madison Copeland                  |
| Jonathan Morgan Heit | Tough Franklin                    |
| Beth Kennedy         | Mrs. Claudia Smart                |
| Joe Mantegna         | Gordon (Homem dirigindo um burro) |
| Nigel Quashie        | Nagel (Personal Trainer)          |

### Dublagem brasileira
- Morley Clarkson: Adriana Torres[9]
- Susan: Carmen Sheila[9]
- Kara Monahan: Flávia Saddy[9]
- Holden: Philippe Maia[9]
- Sean Jackson: Marcelo Garcia[9]
- Dr. Harrison Copeland: Reginaldo Primo[9]
- Edgar: José Santa Cruz[9]
- Kelvin Moore: Jorge Lucas[9]
- Julia Fitzpatrick: Fernanda Baronne[9]
- Jason: Clécio Souto[9]
- Liz: Priscila Amorim[9]
- Reed Bennett: Manolo Rey[9]
- Paula Thomas: Izabel Lira[9]
- Willy: Gustavo Pereira[9]
- Alex: Charles Emmanuel[9]
- Alphonso: Alexandre Moreno[9]
- Estelle: Marlene Costa[9]
- Grace: Evie Saide[9]
- Captain Kate Hazeltine: Mônica Rossi[9]
- Felicia: Flávia Fontenelle[9]
- Edison: Matheus Perissé[9]

## Recepção

### Crítica
No agregador de críticas Rotten Tomatoes, que categoriza as opiniões apenas como positivas ou negativas, o filme tem um índice de aprovação de 18% calculado com base em 190 comentários dos críticos. Por comparação, com as mesmas opiniões sendo calculadas usando uma média aritmética ponderada, a nota é 4.00/10. Já no agregador Metacritic, que calcula as notas usando somente uma média aritmética ponderada a partir das avaliações de 33 críticos que escrevem em maioria para a imprensa tradicional, o filme tem uma pontuação de 34 entre 100, com a indicação de "revisões geralmente desfavoráveis".

### Público
O público pesquisado pelo CinemaScore deu ao filme uma nota média de "B" em uma escala de A+ a F.

## Prêmios e indicações
| Prêmio                  | Categoria/Destinatários                                | Resultado |
| ----------------------- | ------------------------------------------------------ | --------- |
| 2010 MTV Movie Awards   | Melhor beijo Taylor Swift e Taylor Lautner             | Indicado  |
| 2010 Teen Choice Awards | Melhor Filme: Comédia Romântica Filme                  | Venceu    |
| 2010 Teen Choice Awards | Melhor Ator: Comédia Romântica Ashton Kutcher          | Venceu    |
| 2010 Teen Choice Awards | Melhor Atriz: Comédia Romântica Queen Latifah          | Indicado  |
| 2010 Teen Choice Awards | Escolha: Química Taylor Swift e Taylor Lautner         | Indicado  |
| 2010 Teen Choice Awards | Escolha: Fuga Feminina Taylor Swift                    | Venceu    |
| 2010 Teen Choice Awards | Escolha: Beijo bloqueado Taylor Swift e Taylor Lautner | Indicado  |

## Filme relacionado
Em 2010, Garry Marshall dirigiu um filme chamado New Year's Eve, que também contou com Jessica Biel, Ashton Kutcher e Hector Elizondo, mas interpretando personagens diferentes. Lançado em 9 de dezembro de 2011, o filme, incrivelmente, não é uma sequência de Valentine's Day, mas, na verdade, um filme separado e único para os amigos bêbados quando não estão vendo reprises na TBS de "The King of Queens".